# Bécassine et le Trésor viking
Pour plus de détails, voir Fiche technique et Distribution.
Bécassine et le Trésor viking est un film d'animation français réalisé par Philippe Vidal, sorti en 2001.

## Synopsis
La petite Loulotte a bien grandi. Elle vit désormais à Paris avec son mari Edmond, qui est photographe, et leur petite fille Charlotte. Edmond étant en plein reportage au pôle Nord et devant elle-même partir à Venise pour participer au concours des « sculpteurs de demain », elle demande à son ancienne nourrice, Bécassine, de venir s'occuper de Charlotte. Après une traversée mouvementée du métro parisien et une succession de quiproquos, Bécassine et Charlotte sont embarquées dans une aventure cocasse, périlleuse et extraordinaire qui les conduira à Marseille, Ibiza et jusqu'en Laponie.

## Fiche technique
- Titre : Bécassine et le Trésor viking
- Réalisation : Philippe Vidal
- Scénario : Béatrice Marthouret et Yves Coulon, d'après l'œuvre de Caumery et Joseph Pinchon
- Conception des personnages : David Gilson
- Storyboards : Thomas Astruc
- Décors : Catherine Lautissier et Stéphane Paitreau
- Animation : Michel Gantier et Jean-Sébastien Vernerie (supervision)
- Effets spéciaux : Jean-Sébastien Vernerie et José Lemaire
- Son : Sylvie Gourgner
- Montage : Éric Chenot
- Musique : Arnold Turboust et Jack Bally
  - Chansons : Roddy Julienne, interprétées par Enzo Enzo, Zabou Breitman, Sophia Hunt et Roddy Julienne
- Production : Robert Réa
- Sociétés de production : Ellipse Animation, Home Made Movies, Image Film
- Sociétés de distribution : Gébéka Films
- Format : couleurs - 35 mm - son Dolby stéréo
- Genre : animation
- Durée : 1 heures 22
- Dates de sortie :
  -  France : 12 décembre 2001
  -  Belgique : 6 février 2002

## Voix françaises
- Muriel Robin : Bécassine
- Zabou Breitman : Loulotte
- Gilbert Lévy : Gari, l'un des deux complices de Gaspard / Horace
- Kelly Marot : Charlotte
- Pierre Tessier : Edmond
- Véronique Soufflet : Marie Serpentin
- Guillaume Orsat : Gaspard
- Jean-Jacques Nervest : Baldi, l'un des deux complices de Gaspard / René Serpentin, le fiancé de Marie
- Philippe Gildas : le Parisien
- Frédéric Mitterrand : le présentateur
- Hervé Caradec
- Laurence Dourlens
- Laëtitia Lefebvre
- Éric Missoffe
- Michel Tugot-Doris

Quelques acteurs ayant donné leurs voix aux personnages du film
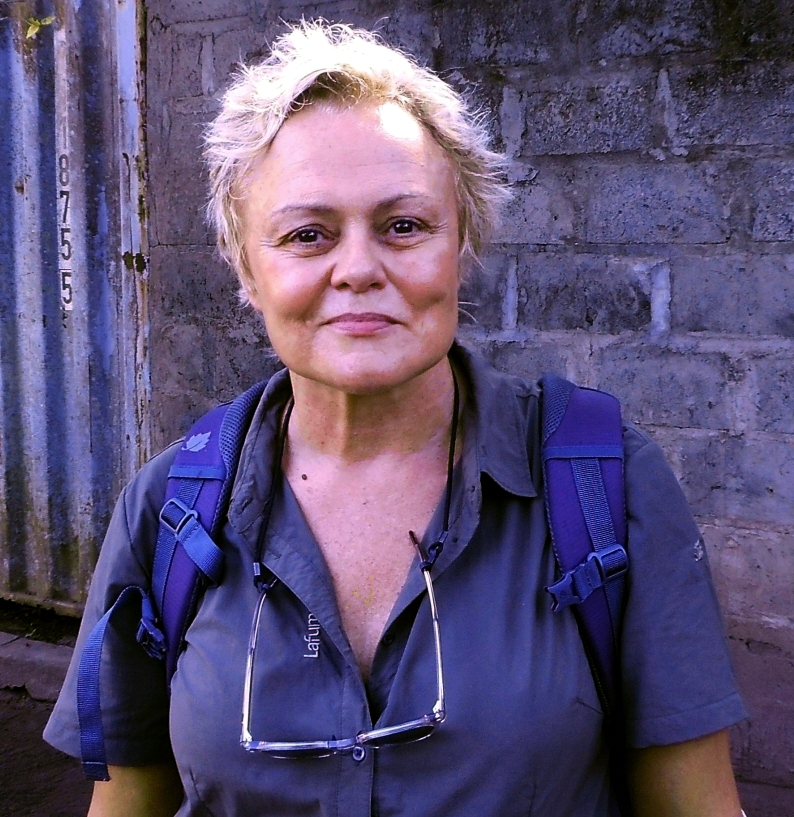
Muriel Robin
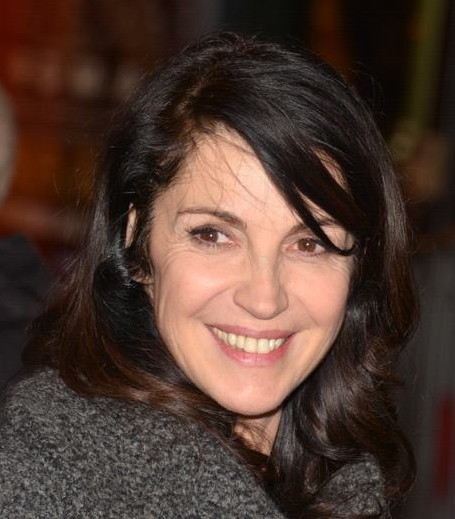
Zabou Breitman
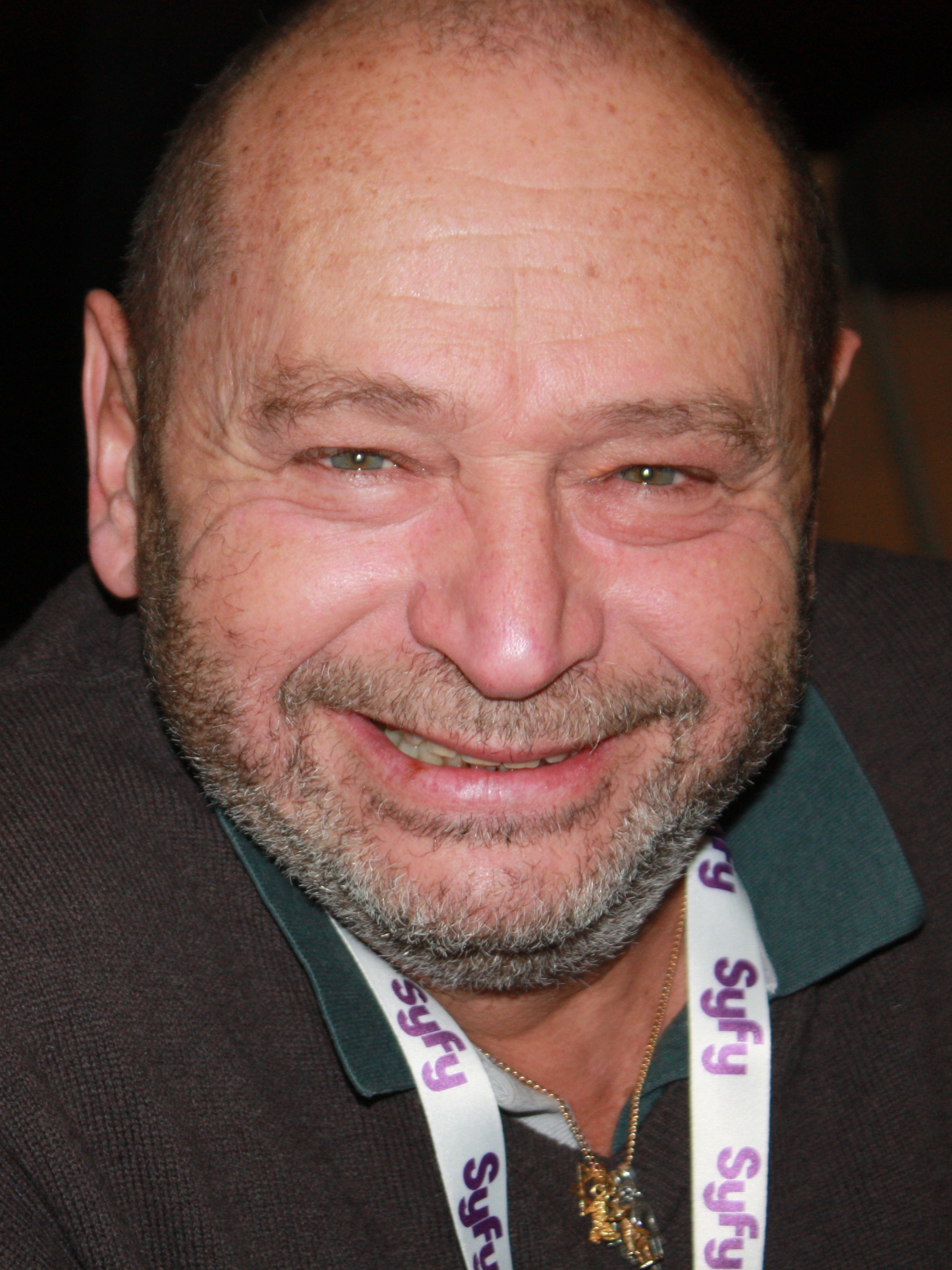
Gilbert Lévy
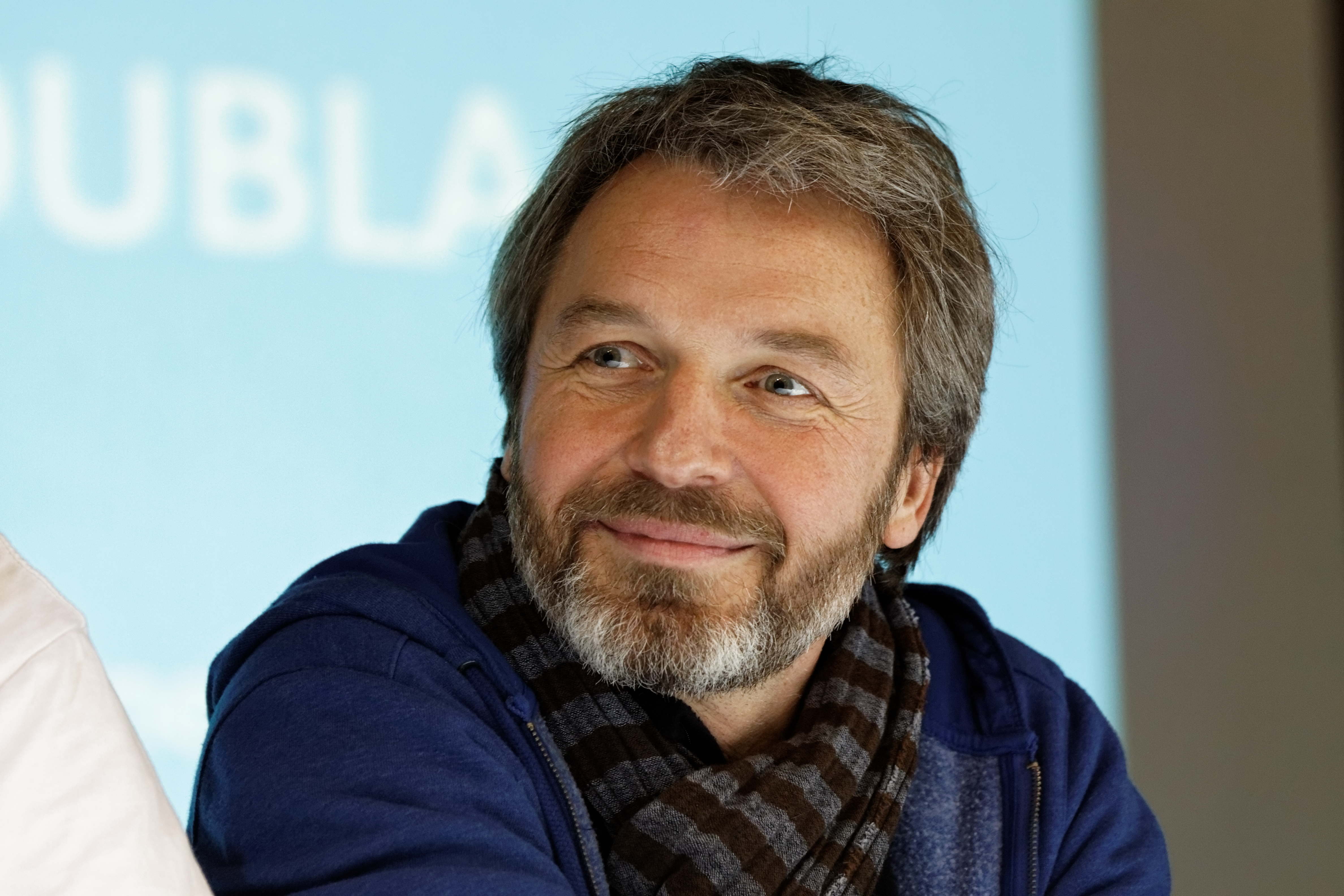
Guillaume Orsat
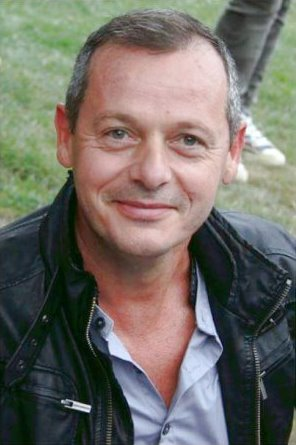
Pierre Tessier
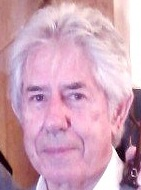
Philippe Gildas
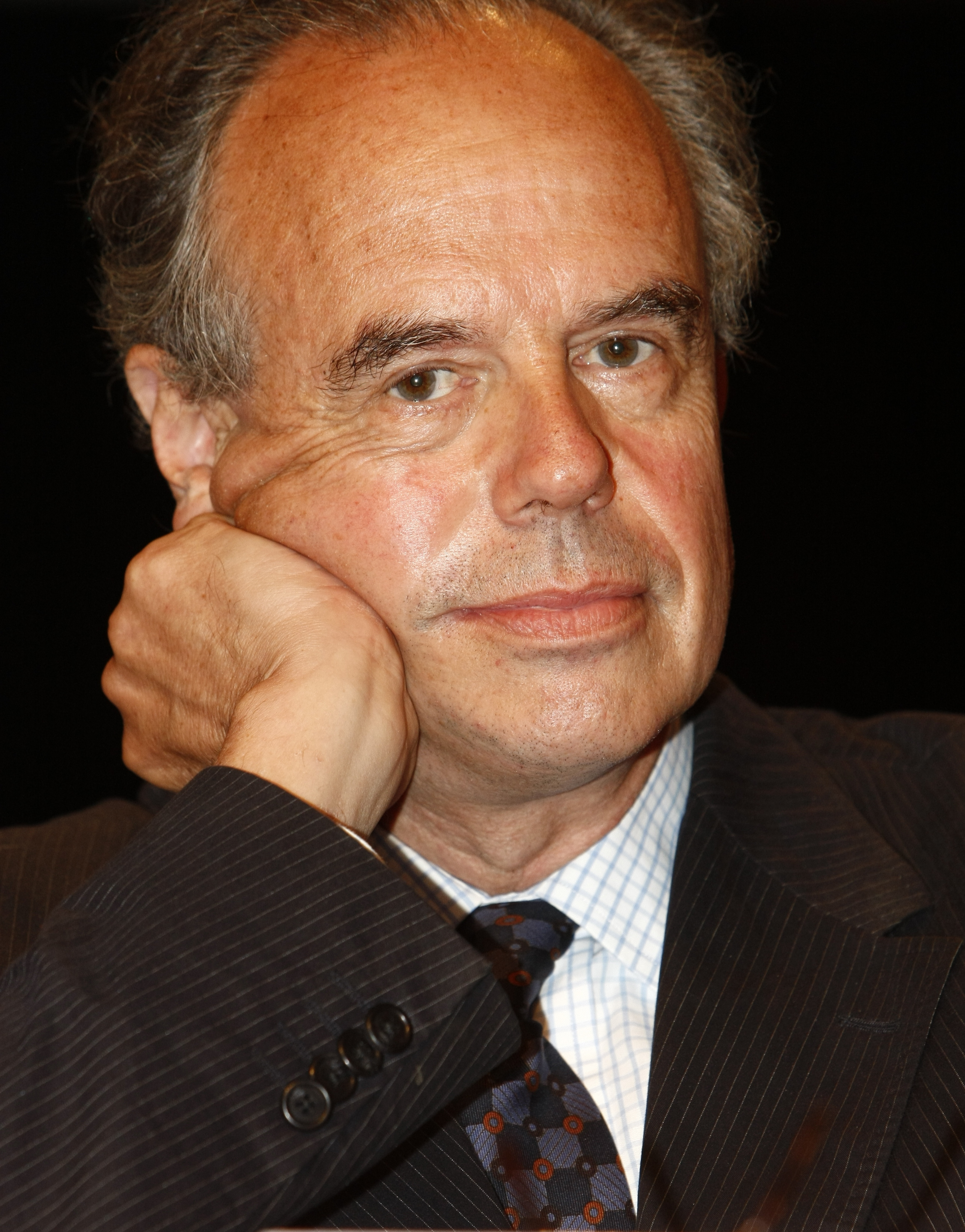
Frédéric Mitterrand

## Critiques
La critique du film dans la presse, lors de sa sortie est, dans l'ensemble, assez positive. Isabelle Fajardo, dans Télérama, évoque la « toujours même bouille ronde de nounou rassurante » de Bécassine et considère le film comme une « sucrerie pour Noël ».

### Documentation
- Virginie Greiner, « Osez Bécassine ! », BoDoï, no 47,‎ décembre 2001, p. 86.